# Wagram, Niederösterreich
Wagram är en cirka 30 km lång platå i Österrike.   Det ligger väster om Stockerau i förbundslandet Niederösterreich. I området ligger vindistriktet Weinbaugebiet Wagram.